# Vohitrandriana
Vohitrandriana is een plaats en gemeente in Madagaskar gelegen in het district Nosy Varika van de regio Vatovavy-Fitovinany. Er woonden bij de volkstelling in 2001 ongeveer 31.000 mensen.
De plaats heeft een lokaal vliegveld. Ook is er basisonderwijs en voortgezet onderwijs voor jonge kinderen aanwezig. 95% van de bevolking is landbouwer. Het belangrijkste gewas is rijst, maar er wordt ook koffie, cassave verbouwd. 5% van de bevolking is werkzaam in de dienstensector.